# Bombardier Flexity
A Bombardier Flexity villamosszéria a Bombardier gyár városi közlekedéshez kifejlesztett vasúti járműcsaládja. Jelenleg több város villamosai és Stadtbahn járművei is viselik ezt a nevet, amik nem csak kinézetre, hanem műszaki felépítésben is komolyan különböznek egymástól.
Minden széria pontos paraméterei és felépítése a megrendelő igényétől függ.

## Villamosok

### Flexity Classic

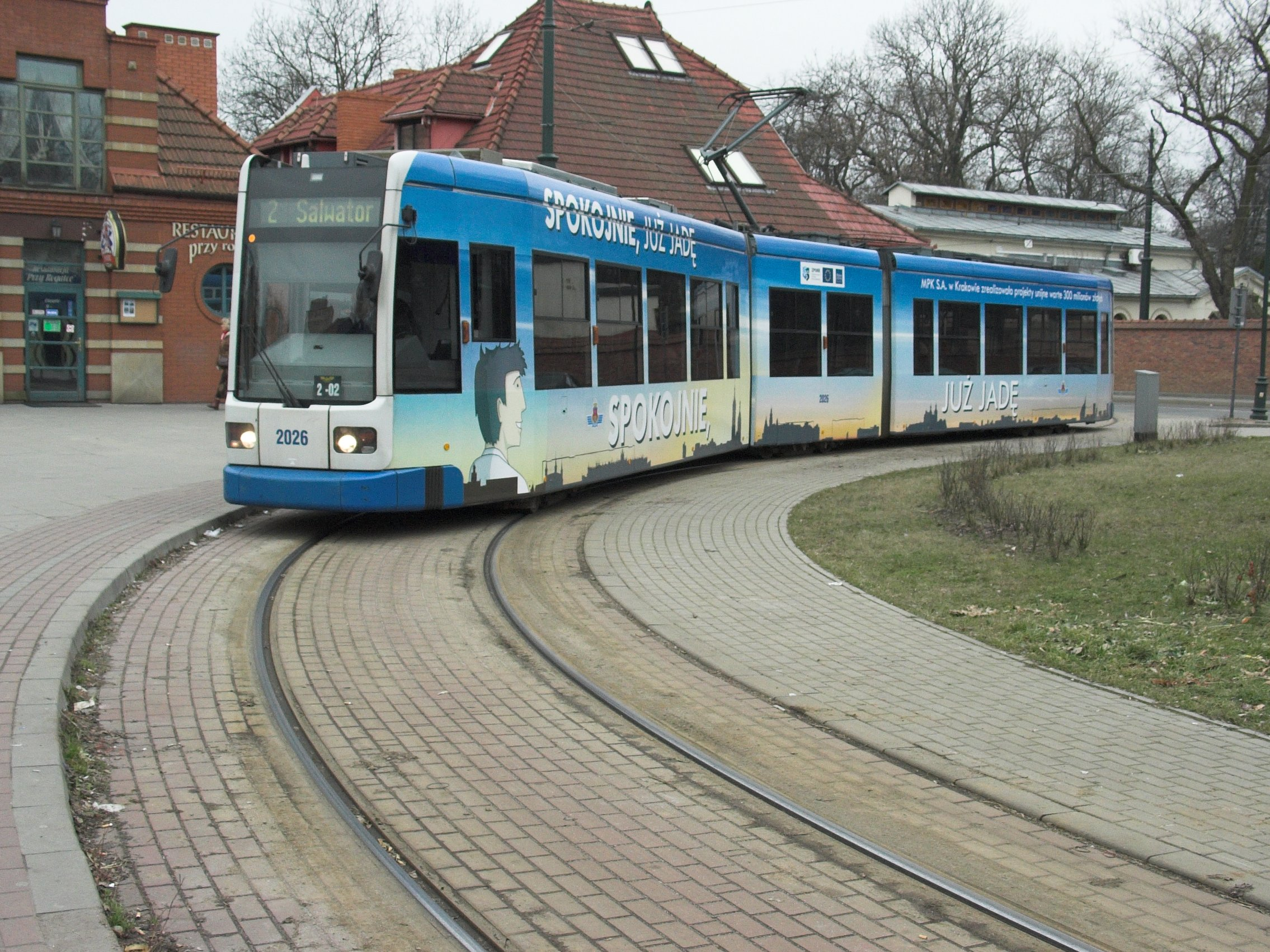
Flexity Classic Krakkóban

A Flexity Classic egy egészen elterjedt részben alacsonypadlós villamosszéria, mely Adelaide, Bréma, Gdańsk, Dessau, Dortmund, Drezda, Duisburg, Essen, Frankfurt am Main, Göteborg, Halle an der Saale, Kassel, Krakkó, Lipcse, Mülheim an der Ruhr, Norrköping, Plauen, Schwerin és Stockholm vonalain fut.
A két szélső kocsiszekrényben, a 2-3 méter távolságra a kocsi végétől kéttengelyes forgóvázak találhatóak meg, ezek minden típusváltozatban megtalálhatóak és a jármű hajtásáért felelősek.
Az összesen nyolctengelyes verzióban a középmodul alatt is két darab, azt átérő, kéttengelyes forgóváz található a drezdai változat kivételével. A hattengelyes kocsikon kívül még létezik 12 tengelyes kivitel is, ezek öt kocsiszekrényből állnak, a két szélső hajtott, a középső meg szabadon futó forgóvázzal van felszerelve.
A nyomtávolság a megrendelő igénye szerint lett kiválasztva, így a normál 1435 mm-es nyomtávon kívül készültek villamosok 1000-es, 1450-es és 1458-as kivitelben is.

### Flexity Outlook

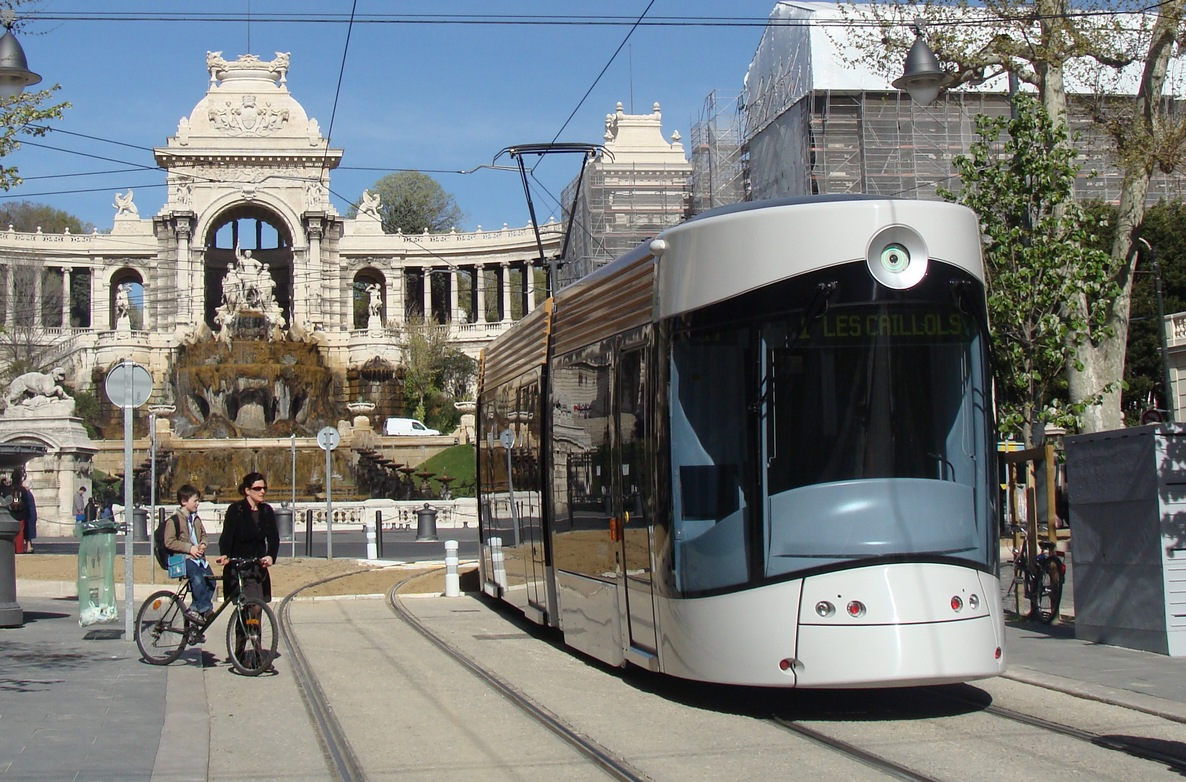
Flexity Outlook C in Marseille

Flexity Outlook néven két különböző teljesen alacsonypadlós villamostípus is fut
- egyrészről a Cityrunner, amit csak Flexity Outlook C-nek neveznek. Elsőként 2000-ben vettek üzembe ilyen járművet Grazban, azóta az elterjedt széria Augsburg, Innsbruck, Krefeld, Linz, Brüsszel, Eskişehir, Genf, Łódź, Marseille, Palermo és Valencia/Alicante hálózatain is megtalálható.
- Az Flexity Outlook E jelzésű villamosok is az Outlook kategóriába esnek, ezek a járművek Straßburg, Milánó és Porto utcáin futnak.

### Flexity Berlin

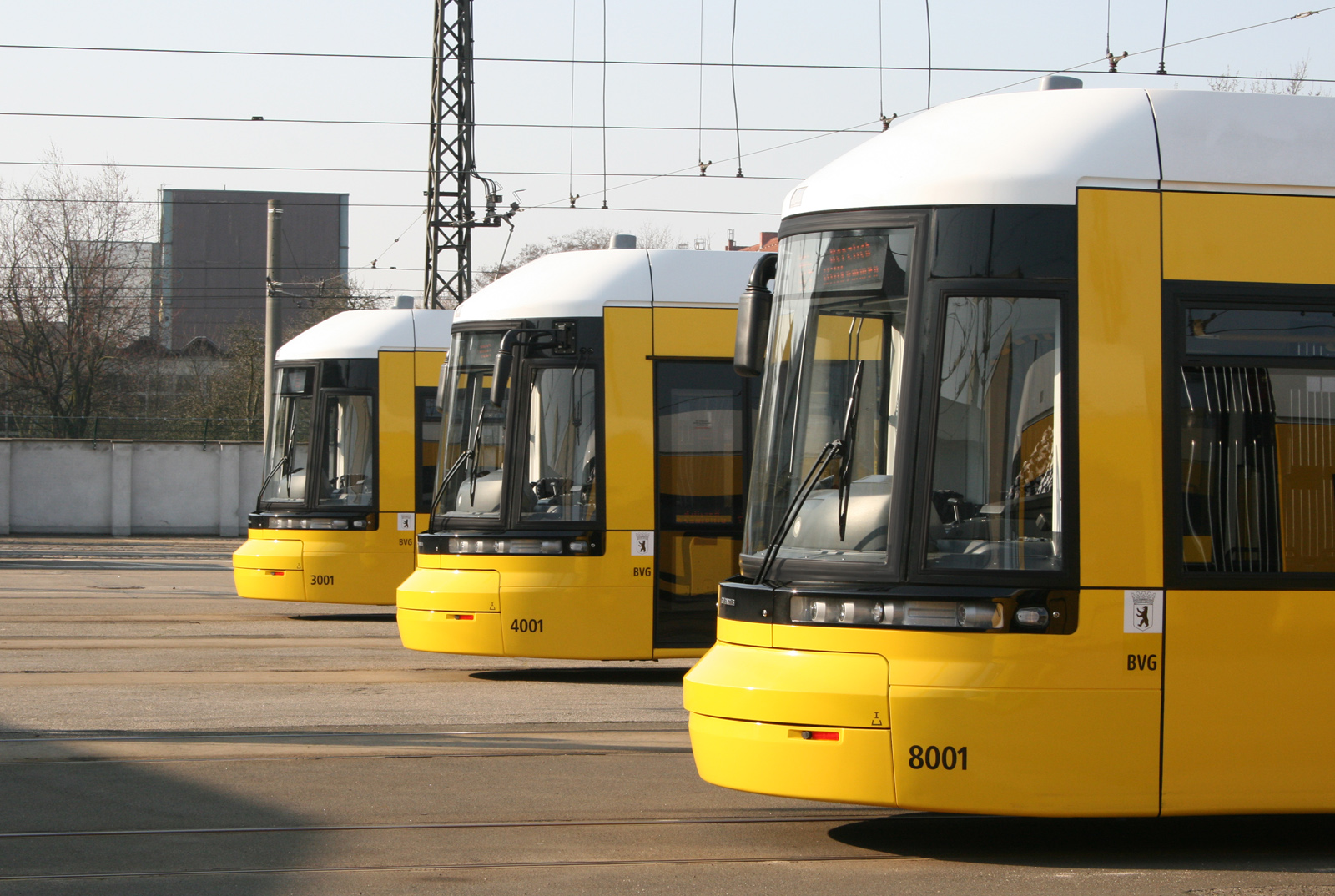
Flexity Berlin

A berlini közlekedési vállalatnak a Incentro típusból egy külön, a berlini igényekhez igazodott típust fejlesztettek ki. A Flexity Berlin teljesen alacsonypadlós, van egy és kétirányú változata valamint 30,8 m vagy 40 m hosszban gyártották le őket, a megjelenés is külön Berlin számára készült. Az előszériás darabok után a 99 sorozat gyártott első szériája kocsi 2012-ig készült el, azóta már a valamint a keretszerződésben foglalt mind a 210 járműs opciót lehívták, a gyártásuk 2020-ig tart a tervek szerint. 

A berlini szériából Strausberg is rendelt további két darabot, azaz 2013 óta futnak változatlan paraméterekkel.

### Flexity 2

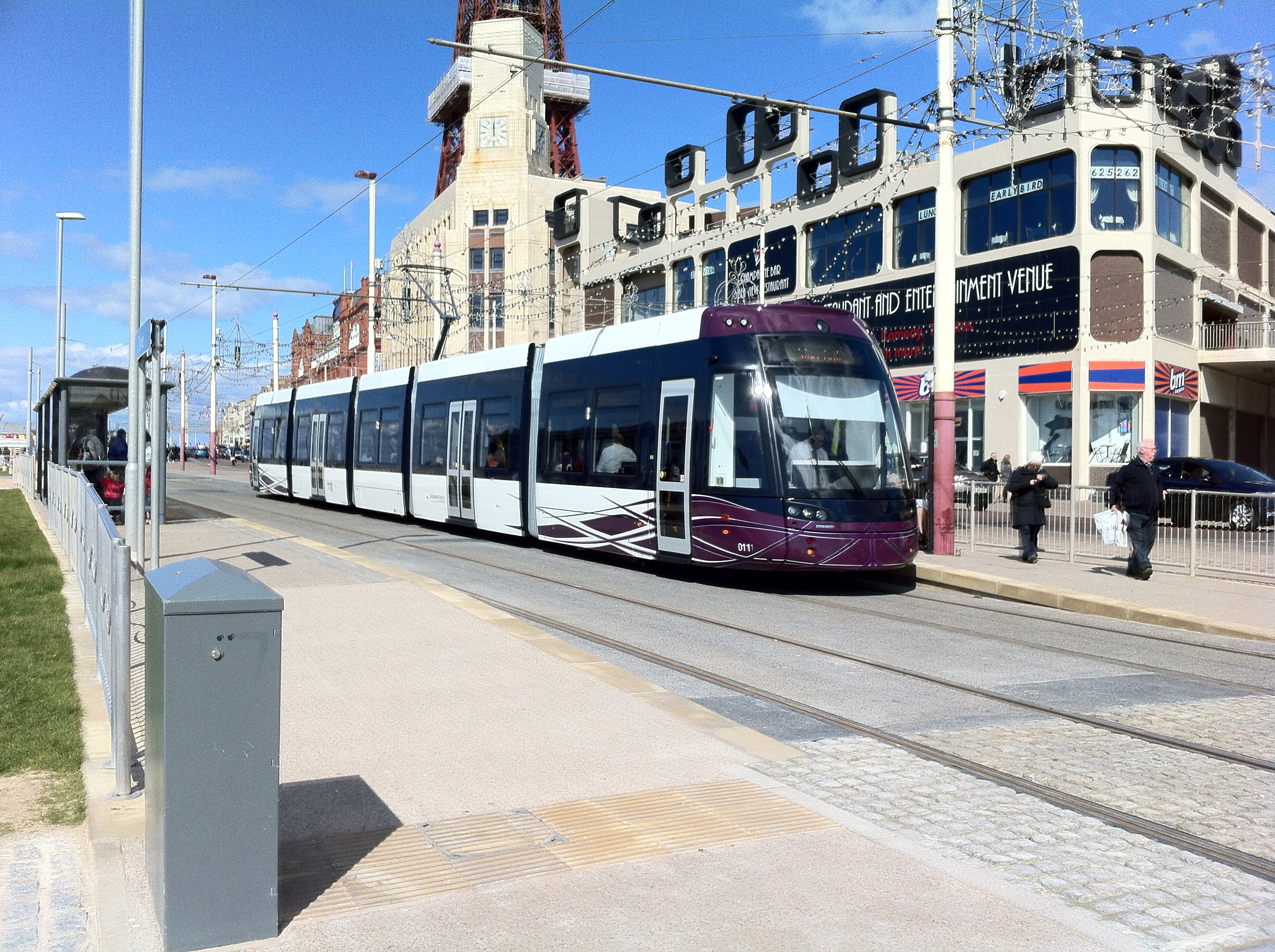
Flexity 2 Blackpoolban

A Flexity 2 egy továbbfejlesztett teljesen alacsonypadlós 2009-ben bemutatott változat. Először az angliai Blackpool rendelt a típusból, 2014-ben Basel számára is elindult a 61 megrendelt jármű leszállítása.

### Flexity Freedom
Az észak-amerikai piacra készíttetett, szintén teljesen alacsonypadlós Flexity Freedom 2001-ben lett bemutatva és egyszerre készült a Flexity 2 sorozattal. A fejlesztésnél Kanada és az USA szabványai lettek figyelembe véve.

### Flexity Wien
Az 1990-es években kifejlesztett ULF villamos gyártása 2017-re befejeződött és az új villamosok gyártásának jogát a Siemens helyett a Bombardier nyerte el. 2014-ben új szerződés köttetett 119, plusz opcionálisan 37 új Bombardier Flexity villamos beszerzésére. A beszerzési ár 532 millió euró volt és a leszállítás 2018 és 2026 között történik. A villamosok prototípusának gyártása 2016. október 12-én kezdődött el.
Az új kocsisorozat Bécsben a D típusjelzést kapta és 2018 december 6-a óta már utasokat is szállít.

## Stadtbahn

### Flexity Swift

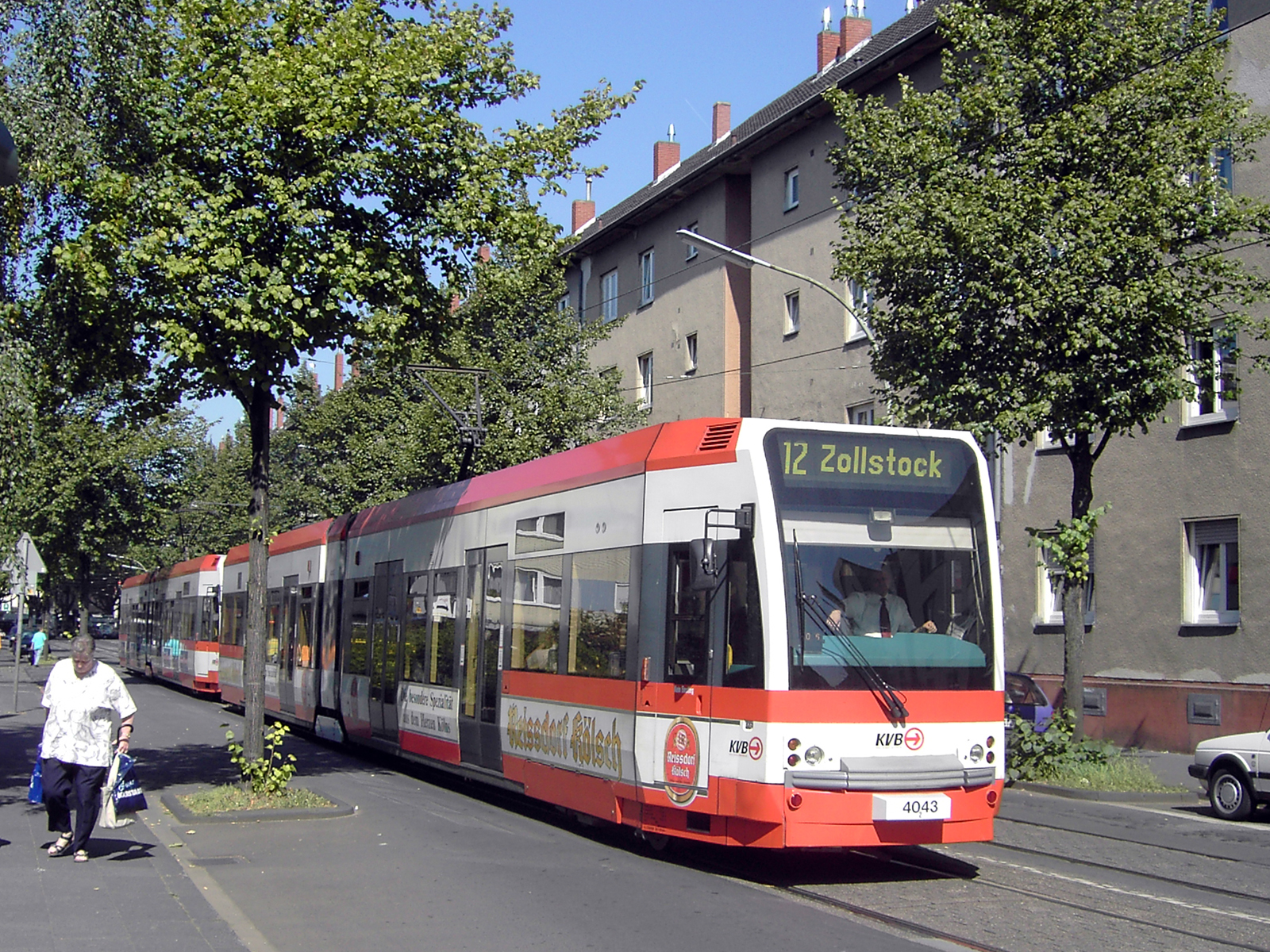
Flexity Swift Kölnben

A Flexity Swift típuscsalád magas és alacsonypadlós változatban is létezik. Elsőnek 1995-ben lett Kölnben forgalomban állítva, azóta Bonn, Bursa, Frankfurt am Main, Isztambul, London, Minneapolis, Rotterdam, Stockholm, Heilbronn és Karlsruhe Stadtbahnvonalain is megtalálhatóak.

### Flexity Link
A Flexity Link esetén egy úgynevezett Tram-train járműről van szó, vagyis képes villamosvonalakon, valamint a regionális vasútvonalakon is közlekedni. A típus a Saarbahnon, valamint Saarbrücken körzetében található meg.